# Ненчо Стайков
Ненчо Стайков е български колоездач. Състезава се в дисциплините индивидуално шосейно колоездене и отборен часовник на Летните олимпийски игри в Москва през 1980 г.
Победител е в генералното класиране на Обиколката на Турция през 1984 г. и е трикратен победител в Обиколката на България (1978, 1980 и 1984 г.). Спечелва два етапа на Пробега на мира и завършва на второ място през 1984 г.